# Jacques Arrès-Lapoque
Jacques Arrès-Lapoque, né le 10 janvier 1917 à Agen (Lot-et-Garonne) et mort le 22 novembre 1982 dans cette même ville, est un homme politique français.

## Biographie
Fils d'un médecin, c'est pendant ses études de droit, à Bordeaux, que Jacques Arrès-Lapoque s'engage en politique, auprès des étudiants socialistes, dont il est le secrétaire local de 1936 à 1938.
Mobilisé au début de la Seconde Guerre mondiale, il retrouve après l'armistice le barreau d'Agen, où il exerce depuis 1939.
Engagé au sein de la résistance, et participant à la reconstruction, en secret, de la fédération socialiste, il doit passer dans la clandestinité à l'automne 1942, au sein du réseau dirigé par Georges Archidice. Condamné à la peine de mort, par contumace, pour ses activités de résistance en 1943, il est, par la suite, décoré de la croix de guerre et de la médaille de la résistance.
A la Libération, il devient secrétaire de la fédération socialiste du Lot-et-Garonne. Elu conseiller municipal d'Agen en mai 1945, il mène la liste de la SFIO dans le département pour l'élection de la première constituante. Il obtient 23,8 % des voix, et est élu député.
Membre de la commission de la Constitution, il y travaille assidûment, mais sans se faire particulièrement remarquer. Il est aussi contesté localement pour son manque de présence dans le département.
De nouveau tête de liste socialiste en juin 1946, il manque de très peu sa réélection, sa liste, avec 16,3 % des voix n'étant devancée que de moins de 500 voix par celle du radical Henri Caillavet.
En août 1946, il est élu au comité directeur de la SFIO, et devient secrétaire général adjoint, chargé de la propagande du parti, auprès du nouveau secrétaire général Guy Mollet.
De nouveau candidat, sans plus de succès, aux législatives de novembre 1946, il se désengage ensuite progressivement de la politique. En 1947, il abandonne son poste de secrétaire général adjoint, et l'année suivante le comité directeur. C'est sans doute l'effet de son désaccord avec la rupture du tripartisme en mai 1947. Favorable au départ à l'unité organique avec le PCF, il ne défend plus cette position mais estime que les socialistes ne doivent pas participer à une coalition sans les communistes.
Chef de cabinet de Lucien Coffin, secrétaire d'Etat à la France d'Outre-mer, en 1950, il se réoriente professionnellement en intégrant la magistrature d'outre-mer : il est ainsi procureur général du Sénégal en 1952, puis président du tribunal de Ségon (Soudan) en 1956, juge d'instruction à Dakar en 1959.
Il rentre en France métropolitaine lors des indépendances des anciennes colonies.

## Sources
- Biographie sur le site de l'assemblée nationale
- Dictionnaire biographique du mouvement ouvrier français, notice de Gilles Morin et Noëlline Castagnez